# Parachernes rubidus
Parachernes rubidus är en spindeldjursart som först beskrevs av Edvard Ellingsen 1906.  Parachernes rubidus ingår i släktet Parachernes och familjen blindklokrypare. Inga underarter finns listade i Catalogue of Life.